# Sexy Lady (álbum)
Sexy Lady es el séptimo álbum de estudio del cantante estadounidense Freddy Weller. Fue publicado en junio de 1974 a través del sello discográfico Columbia Records. 

## Lanzamiento
Sexy Lady fue publicado en junio de 1974 por el sello Columbia Records y se convirtió en el séptimo álbum de estudio de Freddy Weller. Se publicó como un LP de vinilo, con cinco canciones en el “lado uno” y seis canciones en el “lado dos” del disco. Sexy Lady pasó 14 semanas en la lista Top Country LPs, y alcanzó el puesto número 24 el 12 de octubre de 1974.

## Recepción de la crítica
Un escritor no especificado de Record World declaró: “[Weller] vuelve a hacer sus viejos trucos y escribe esas melodías que son tan reales que casi saltan del tocadiscos”. Un escritor no especificado de Billboard comentó: “Cada canción de este álbum es buena y las interpretaciones de Freddy son excepcionales. Maneja baladas y melodías con sentimiento, y tiene algunas letras inteligentes con las que trabajar, especialmente su versión de «Are We Makin Love». Escribe o coescribe gran parte de su propio material, y el mejor de ellos es «Scarlet Water»”.

## Lista de canciones
Todas las canciones escritas y compuestas por Freddy Weller, excepto donde esta anotado. 
| Lado uno |                                                    |                       |          |  |
| N.º      | Título                                             | Escritor(es)          | Duración |  |
| 1.       | «Sexy Lady»                                        |                       | 2:15     |  |
| 2.       | «You're Not Getting Older (You're Getting Better)» |                       | 2:56     |  |
| 3.       | «Ain't It Good?»                                   |                       | 2:25     |  |
| 4.       | «Put Your Heart into It»                           | Weller Glenn Sutton   | 2:07     |  |
| 5.       | «Hot Fire (Burning at Home)»                       | Weller Spooner Oldham | 2:11     |  |

| Lado dos |                                                   |                              |          |  |
| N.º      | Título                                            | Escritor(es)                 | Duración |  |
| 1.       | «I've Just Got to Know (How Loving You Would Be)» | Bill Emerson Jodie Emerson   | 2:48     |  |
| 2.       | «Love Light»                                      | Bill Graham Glen Castleberry | 2:21     |  |
| 3.       | «Scarlet Water»                                   | Weller Oldham                | 2:58     |  |
| 4.       | «Are We Makin' Love?»                             |                              | 2:14     |  |
| 5.       | «Always Something Special»                        | Weller Robert Stephens       | 2:16     |  |
| 6.       | «Lovin' Time»                                     | Weller Oldham                | 2:43     |  |

## Créditos y personal
Créditos adaptados desde las notas de álbum de Sexy Lady.
Músicos
- Freddy Weller – voz principal, guitarra
- The Nashville Edition – coros en todas las canciones excepto «You're Not Getting Older (You're Getting Better)», «Ain't It Good?», «Are We Makin' Love?» y «Always Something Special»
- The Jordanaires – coros en «You're Not Getting Older (You're Getting Better)», «Ain't It Good?», «Are We Makin' Love?» y «Always Something Special»

Personal técnico
- Billy Sherrill – productor
- Lou Bradley – ingeniero de audio

## Posicionamiento
| Gráfica (1974)                   | Pico de posición |
| -------------------------------- | ---------------- |
| Estados Unidos (Top Country LPs) | 24               |